# Langue scrotale
Pour les articles homonymes, voir Langue (homonymie).
 Mise en garde médicale

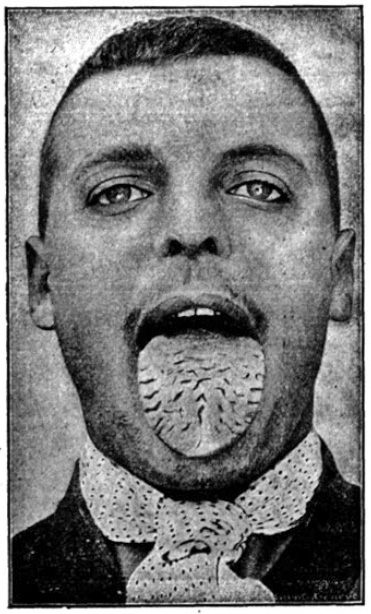
Exemple de langue « scrotale » ou dite « plicaturée » présentant des crevasses de la langue très marquées, ici chez un jeune militaire (Eugène S 20 ans) qui souffrait aussi d'hypersalivation (1906).

La langue scrotale aussi dite langue plicaturée (ou lingua plicata) est une lésion de la muqueuse de la surface supérieure de la langue. Elle est habituellement bénigne mais peut parfois se compliquer en cas d'infection ou inflammation des fissurations. 
Elle est caractérisée par un aspect évoquant la peau d'un scrotum recroquevillé. 
Pour certains auteurs, il ne s'agit que d'une des formes de la langue fissurée ou « langue crevassée », assez souvent associée à la langue géographique (qui concerne 2 à 5 % de la population). 
Elle est assez souvent associée à une glossite exfoliatrice marginée (= langue géographique ou glossite migratoire bénigne), avec alors des zones dépapillées roses formant des taches pouvant migrer. 
Cette affection est encore mal comprise et pourrait présenter des aspects auto-immun, et génétique, 

## Histoire
C'est une maladie qui a notamment été étudiée par Louis Dubreuil-Chambardel (de Tours) au tout début du XXe siècle ,. Selon lui la langue scrotale était toujours anormalement grosse, avec des sillons latéraux symétriques par rapport au sillon médian de la langue, systématiquement associée à un maxillaire inférieur large, des glandes salivaires hypertrophiées (avec hypersalivation), et à de belles dents.

## Classification et autres dénominations
La langue scrotale n'est pas une stomatite, mais l'un des types de glossites (car touchant habituellement la partie supérieure de la langue et ses côtés).
À la différence de la langue géographique, la lésion ne s'étend jamais à la face inférieure de la langue ni à d'autres muqueuses de la bouche.

## Symptômes, diagnostic
La surface de la langue prend un aspect « scrotal » avec apparition de fissures plus ou moins profondes et durables selon les cas. 
Si des zones dépapillées roses et lisses apparaissent, souvent bien délimitées, parfois cernées de blanc, ils dénotent une langue géographique, changeant de forme, de taille et migrant (parfois en quelques heures), avec des périodes de rémissions et rechutes, parfois associées à des dysesthésies oro-faciale et à des troubles psychiatriques.

## Variantes
Les sillons ou fissures sont plus ou moins profonds selon les cas (parfois douloureux et souvent asymptomatiques). 
La langue scrotale peut être chronique ou passagère, et apparait parfois en série familiale.

### Diagnostic différentiel
Cette maladie ne doit pas être confondue avec :
- la langue géographique
- le « lichen plan buccal » (ou OLP pour « oral lichen planus »)
- certaines formes de cancer de la langue
- certaines mycoses de la bouche (ex candidose)

## Conséquences
La lésion est bénigne, tant qu'elle ne se double pas d'une infection ou d'une forte inflammation. 
Des douleurs peuvent être éprouvées au contact de la langue avec des épices ou condiments forts (poivre, piment, vinaigre, etc.) ou  certains aliments chauds et/ou acides (ananas, orange, kiwi, etc.), ou tanniques (noix, etc.) ou de certains fromages (gruyère, etc.). 
Une douleur permanente peut aussi faire évoquer une mycose (candidose buccale)  chronique ou récidivante, qui implique alors un traitement antifongique.
Des débris alimentaires peuvent s'accumuler dans les fissures et être source d'irritation et de douleur. Le patient peut se brosser la langue pour éviter ou limiter ces problèmes.
Une hypersalivation associée a parfois été décrite (avec draps/oreiller mouillé au réveil).

## Causes, origines
Cette maladie est connue depuis longtemps, mais ses causes exactes (éventuellement multiples) ne sont pas encore identifiées :
- au moins une partie des glossites a une origine génétique ou en partie génétique (prédisposition) et elles sont parfois une « manifestation buccale d'un psoriasis »[13],[14]. Cette affection semble au moins parfois corrélée à la glossite exfoliatrice (langue géographique) et pourrait alors avoir la même origine génotypique[15]. Cette affection est par exemple associée à la trisomie 21[16] ;
- un stress environnemental est une cause possible pour la langue géographique, assez souvent associée aux cas de langue scrotale[17] ;
- le diabète pourrait être parfois en cause ;
- le psoriasis semble parfois en cause [18] et/ou avec d'autres manifestations buccales du psoriasis[19] ;
- une association avec un syphilis secondaire ou tertiaire (voir illustrations) a été signalée au moins dès 1907[20].

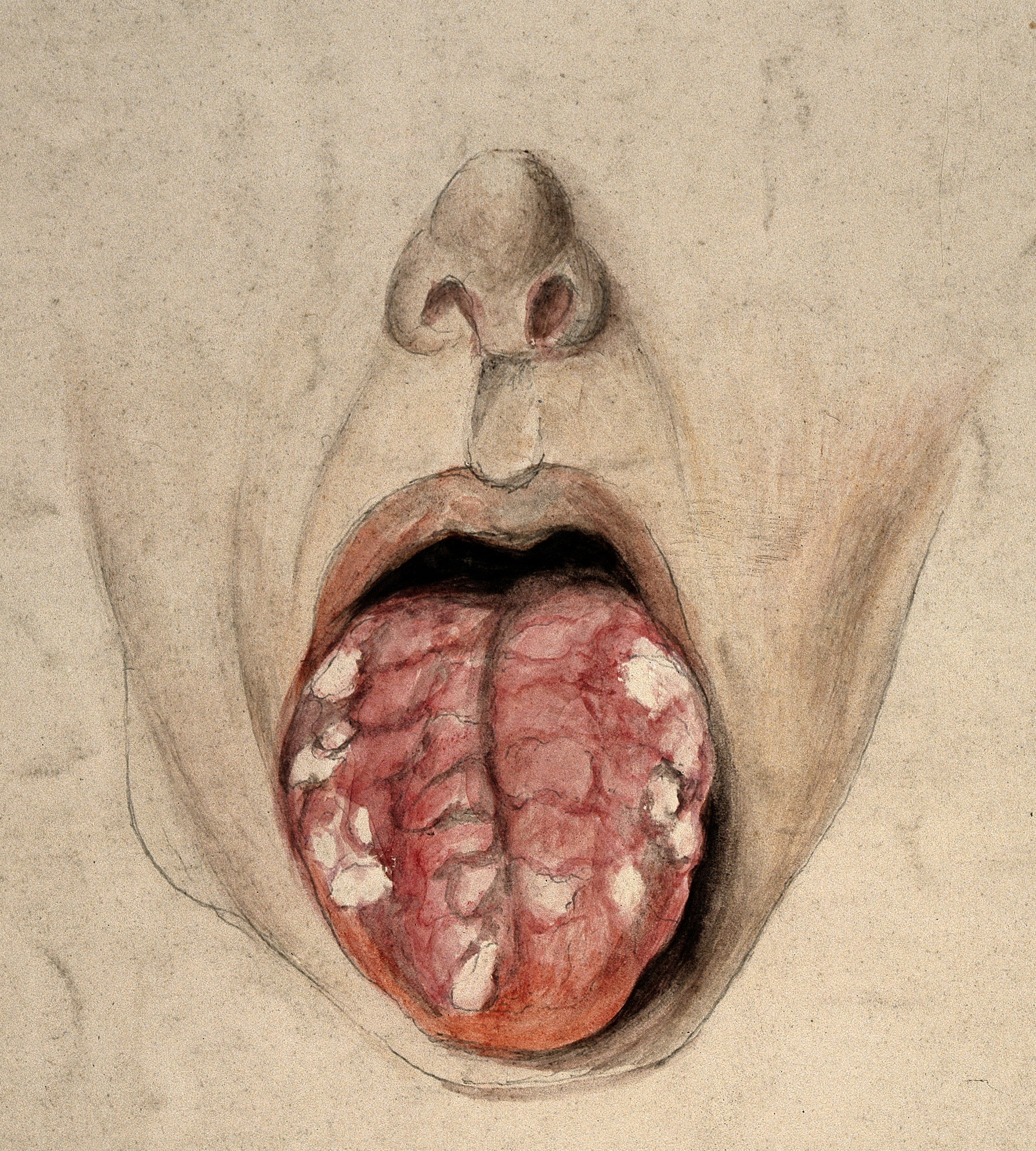
syphilis secondaire
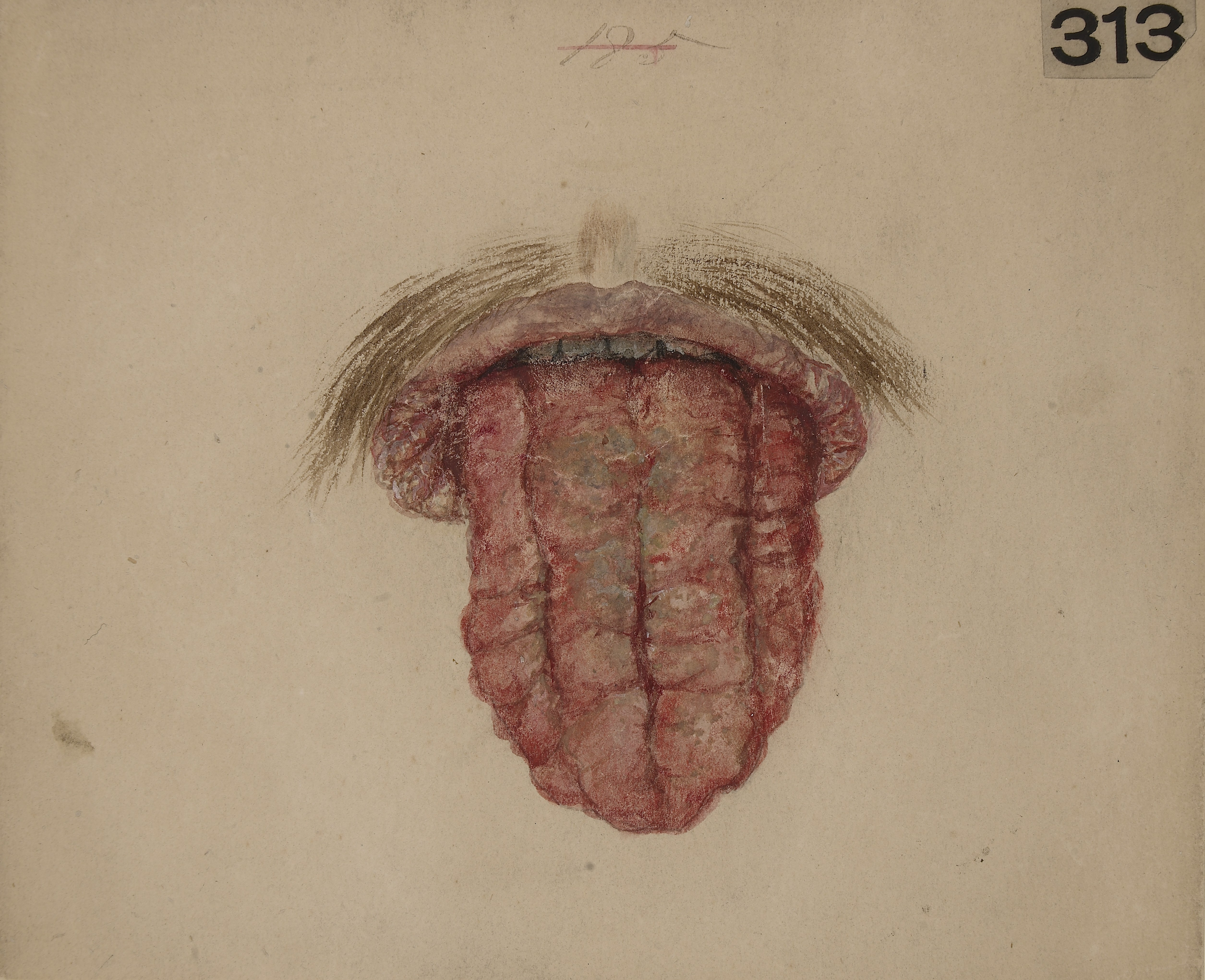
syphilis tertiaire

## Prévalence
La prévalence de cette affection est encore mal connue, mais semble varier selon les régions du monde. 
Selon les pays, 15 % à 50 % des cas de langue géographique présenteraient aussi une langue fissurée ou scrotale,

## Traitement
Il n'existe que des traitements symptomatiques, qui visent à améliorer certains symptômes gênants (inflammation, infection fongique secondaire...).